# هيرمان فان رومبوي
هيرمان فان رومبوي (بالإنجليزية: Herman Van Rompuy)‏ مواليد (31 أكتوبر 1947، إيتربيك. سياسي بلجيكي من إقليم الفلامنغ شمالي بلجيكا وهو رئيس الوزراء الحالي للبلاد منذ 30 ديسمبر 2008 خلفاً لإيف لوتيرم وهو رئيس الحزب الذي ينتمي إليه فان رومبوي.
في 19 نوفمبر 2009 وطبقاً لمعاهدة لشبونة الجديدة تم تعيينه في منصب أول رئيس دائم للمجلس الأوروبي ليتسلم منصبه في 1 ديسمبر 2009.
فان رومبي عضو في حزب «الفلامنغ والمسيحيين الديمقراطيين» "CD&V" وفي 1978 صار عضواً في المكتب الوطني للحزب، ومن 1975 حتى 1980 عمل في حكومات ليو تنديمانس (رئيس الوزراء بين 1974-1978) وغاستون غينس (رئيس الوزراء بين 1981-1992) وأصبح رئيساً للحزب بين عامي 1988 و1993.
بين سبتمبر 1993 ويوليو 1999 صار نائباً لرئيس الحكومة ووزيراً للخزانة. بعد هزيمة حزبه في الانتخابات العامة البلجيكية التي جرت في 1999 صار رئيساً لمجلس النواب البلجيكي (بالفرنسية: la Chambre des Représentants)‏ وفي 2004 تم تعيينه في منصب وزير دولة أو «مجلس التاج البلجيكي».
في 12 يوليو 2007 تم انتخاب فان رومبوي مجدداً رئيساً لمجلس النواب وفي 28 ديسمبر 2008 أُعيد تكليفه من قبل الملك ألبير الثاني لتشكيل حكومة جديدة مؤلفة من خمسة أحزاب سياسية ليتسلم منصبه في 30 ديسمبر 2008.
في نوفمبر 2009 أعتُبر من أبرز المرشحين لتولي منصب أول رئيس دائم للمجلس الأوروبي.، وخلال قمة لزعماء الاتحاد الأوروبي في بروكسل في 19 نوفمبر تم اختياره فعلياً.

## الحياة السياسية

### بداية حياته المهنية
ترأس فان رومبوي مجلس الشباب الوطني لحزب الشعب المسيحي (1973-1977). عمل في الدواوين الوزارية لليو تيندمان وغاستون غينس منذ عام 1975 وحتى عام 1980. وفي عام 1978 انتخب عضوًا في المكتب الوطني لحزب الشعب المسيحي (منذ عام 1978 وحتى الآن). انتخب لأول مرة في مجلس الشيوخ البلجيكي في عام 1988 وعمل حتى عام 1995. في عام 1988 شغل منصب وزير الدولة للمالية والمؤسسات الصغيرة والمتوسطة لفترة وجيزة قبل أن يصبح الرئيس الوطني لحزب الشعب المسيحي (1988-1993).

### وزير الموازنة البلجيكي (1993-1999)
شغل فان رومبوي منصب نائب رئيس الوزراء ووزير الموازنة منذ سبتمبر 1993 وحتى يوليو 1999 في الحكومتين اللتين ترأسهما جان لوك ديهاين. وباعتباره وزيرًا للموازنة، ساعد مع وزير المالية فيليب مايستادت في خفض ديون بلجيكا من ذروتها التي بلغت 135% من الناتج المحلي الإجمالي في عام 1993. وانخفضت إلى أقل من 100% من الناتج المحلي الإجمالي في عام 2003.

### عضو مجلس النواب البلجيكي (1995-2009)
انتخب لعضوية مجلس النواب البلجيكي في الانتخابات العامة لعام 1995، لكنه مُنع من شغل المقعد لبقائه في منصب الوزير. بعد هزيمة حزبه في الانتخابات العامة البلجيكية عام 1999، أصبح عضوًا في مجلس النواب. أعيد انتخابه عامي 2003 و2007. في عام 2004 عين وزيرًا للدولة.

#### الموقف من انضمام تركيا إلى الاتحاد
قبل أن يصبح رئيسًا، أعرب فان رومبوي عن تحفظه بشأن عضوية تركيا المحتملة في الاتحاد الأوروبي. في عام 2004 صرح بأن «توسع (الاتحاد الأوروبي) مع تركيا لا يمكن مقارنته بأي حال من الأحوال بموجات التوسع السابقة. تركيا ليست أوروبا ولن تكون أبدًا». وتابع «لكن الحقيقة هي أن القيم العالمية النافذة في أوروبا، والتي هي أيضًا القيم الأساسية للمسيحية، ستفقد قوتها مع دخول دولة إسلامية كبيرة مثل تركيا».
تجنب فان رومبوي معارضة العضوية التركية بصفته رئيسًا. وفي 23 ديسمبر 2010 قال إن «جهود الإصلاح التركية قد حققت نتائج باهرة». وتابع: «تلعب تركيا دورًا متناميًا أكثر من أي وقت مضى على مستوى المنطقة. وتركيا أيضًا عضو كامل العضوية في مجموعة العشرين، تمامًا مثل دول الاتحاد الأوروبي الخمس والاتحاد الأوروبي نفسه. في رأيي، حتى قبل نتيجة المفاوضات، على الاتحاد الأوروبي تطوير شراكة وثيقة مع الجمهورية التركية».

#### رئيس مجلس النواب البلجيكي (2007-2008)
بعد ثماني سنوات في المعارضة، عاد الحزب الديمقراطي المسيحي الفلمنكي (المعروف سابقًا باسم حزب الشعب المسيحي) إلى الحكومة. في 12 يوليو 2007 انتخِب فان رومبوي رئيسًا لمجلس النواب البلجيكي خلفًا لهيرمان دي كرو.

### رئيس وزراء بلجيكا
في 28 ديسمبر 2008، في أعقاب الأزمة السياسية البلجيكية 2007-2008، طلب الملك ألبرت الثاني من فان رومبوي تشكيل حكومة جديدة بعد أن كان مترددًا في تولي منصب رئيس الوزراء. أدى اليمين الدستورية كرئيس للوزراء البلجيكي في 30 ديسمبر 2008.

#### الضرائب
في 13 أكتوبر 2009 ذكرت بلومبرغ أن حكومة هيرمان فان رومبوي سعت إلى فرض ضرائب على البنوك والطاقة النووية لكبح العجز.

#### اقتباس عن الانتعاش المالي
قال فان رومبوي في خطاب ألقاه أمام البرلمان في بروكسل «نحن في المراحل الأولى من التعافي، وفي هذا الوقت من المهم عدم إضعاف الثقة المتنامية وإرساء أسس الانتعاش المستدام. الأهم هو الحفاظ على التوجه الذي يوفر أيضًا الاستقرار والدعم».

#### سياسة الدَّين الحكومي
في 13 أكتوبر أفادت بلومبرغ بما يلي حول سياسة فان رومبوي المتعلقة بالدين الحكومي: «ستعمل بلجيكا على تقليص عجز ميزانيتها من نحو 5.7% هذا العام والعام المقبل إلى 5.3% من الناتج المحلي الإجمالي في عام 2011، وفقًا لعرض شرائح قدمه وزير الدولة لشؤون الموازنة ملكيور واثيليت. فقد قال فان رومبوي للبرلمان في وقت سابق اليوم إن العجز سوف يتسع إلى 5.4% من الناتج المحلي الإجمالي هذا العام. لن يتغير عجز بلجيكا كثيرًا العام المقبل فالعجز سيتسع على مستوى الحكومات الإقليمية والبلديات من 0.7% إلى 1.5% الناتج المحلي الإجمالي، الأمر الذي من شأنه أن يعوض الجهود التي تبذلها الحكومة الفيدرالية لتقليص العجز. ستبدأ الديون الحكومية في تجاوز قيمة عام واحد من الناتج القومي اعتبارًا من عام 2010، وفقًا لتوقعات المفوضية الأوروبية. خفضت بلجيكا الديون إلى ما لا يقل عن 84% من الناتج المحلي الإجمالي في عام 2007، قبل عمليات الإنقاذ لشركة فورتس وديكسيا سا، ومجموعة كيه بي سي إن في، وشركة التأمين المشترك مجموعة إثياس، مما أدى إلى زيادة تكاليف الاقتراض في البلاد وتضخيم نسبة الدين إلى 89.6% في نهاية العام الماضي».

#### مفاوضات وخلاف مع جي دي إف السويس
في 22 أكتوبر 2009 ذكرت وكالة رويترز أن حكومة فان رومبوي قد وقعت تعهدًا مع جي دي إف السويس لرسوم الطاقة النووية لبلجيكا. يتعلق الخلاف المعلق مع جي دي إف بمبلغ 250 مليون يورو الذي تحاول بلجيكا فرضه على جي دي إف لعام 2009 كجزء من «صندوق الطاقة المتجددة» بحسب ما ذكِر في المقال: «فرضت بلجيكا على المنتجين النوويين ما مجموعه 250 مليون يورو لعام 2008 ونفس المبلغ لعام 2009، فضلًا عن 250 مليون يورو هذا العام تدفع لصندوق الطاقة المتجددة. هذه الرسوم ما تزال محل نزاع. ويطعن المنتجون في المبلغ المدفوع في عام 2008 في المحكمة الدستورية في بلجيكا. وقال متحدث باسم فان رومبوي إن الحكومة ستصدر قانونًا لفرض رسوم 500 مليون يورو لهذا العام، مضيفًا أن بإمكان جي دي إف السويس الطعن فيه أيضًا».

### رئيس المجلس الأوروبي
في 19 نوفمبر 2009 اختير فان رومبوي بالإجماع من قبل المجلس الأوروبي، في اجتماع غير رسمي في بروكسل، ليكون أول رئيس متفرغ للمجلس الأوروبي، للفترة 1 ديسمبر 2009 (دخول معاهدة لشبونة حيز التنفيذ) حتى 31 مايو 2012. تولى منصبه رسميًا في 1 يناير 2010.

أشاد جوردون براون بفان رومبوي باعتباره «صانع توافق الآراء» الذي «أتى بفترة من الاستقرار السياسي لبلاده بعد شهور من البلبلة». وشاركه آخرون هذا الرأي، ووصِف بأنه صانع جاد للتسويات المستحيلة، إبان بيان أدلى به فان رومبوي في مؤتمر صحفي بعد اختياره وضح فيه منهجه:
«ينبغي لكل بلد أن يخرج منتصرًا من المفاوضات. والمفاوضات التي تنتهي بطرف مهزوم ليست أبدًا مفاوضات جيدة. سوف أراعي اهتمامات الجميع وحساسياتهم. وحتى لو ظلت وحدتنا قوتنا، فإن تنوعنا يظل ثروتنا». وصف دوره في رئاسة هيئة مؤلفة من 27 رئيس دولة أو حكومة (وإيجاد توافق بينهم) بأنه «ليس متفرجًا ولا ديكتاتورًا، بل وسيطًا».
ونظرًا لدعم فان رومبوي لأوروبا ومعارضته لليمين المتطرف، لم تكن كل الأحزاب والفصائل تحمل عبارات إيجابية عندما تولى منصبه. هاجم عضو البرلمان الأوروبي البريطاني والمتشكك في الاتحاد الأوروبي نايجل فاراج الرئيس المعين حديثًا بالقول إن لديه «جاذبية قطعة قماش مبللة ومظهر موظف بنك منخفض الدرجة». أثارت هذه الملاحظات الجدل، وفرض عليه مكتب البرلمان الأوروبي غرامة قدرها 3000 يورو (أجر عشرة أيام) بسبب تعليقاته.
في مؤتمر صحفي عقد في نوفمبر 2009، وفيما يتعلق بالحوكمة العالمية صرّح فان رومبوي: «عام 2009 أيضًا هو العام الأول للحوكمة العالمية مع تأسيس مجموعة العشرين في خضم الأزمة المالية، ومؤتمر المناخ في كوبنهاغن هو خطوة أخرى نحو الإدارة العالمية لكوكبنا». أشار فان رومبوي إلى مؤتمر الأمم المتحدة لتغير المناخ لعام 2009.

## وصلات خارجية
- هيرمان فان رومبوي على موقع الموسوعة البريطانية (الإنجليزية)
- هيرمان فان رومبوي على موقع مونزينجر (الألمانية)
- هيرمان فان رومبوي على موقع ميوزك برينز (الإنجليزية)
- هيرمان فان رومبوي على موقع إن إن دي بي (الإنجليزية)